# Почётный гражданин города Бийска
Почётное звание «Почётный гражданин города Бийска» — высшая награда администрации города Бийска Алтайского края, учреждённая постановлением Главы администрации города Бийска № 382 от 29 декабря 2001 года, с внесением в Устав города Бийска (Глава I, Статья 4 Устава).

## Статус звания
1. Звание «Почётный гражданин города Бийска» является степенью отличия за заслуги в области научного, хозяйственного и социально-культурного строительства города Бийска.
2. Звание «Почётный гражданин города Бийска» присваивается жителям города Бийска, других муниципальных образований или гражданам другого государства, внесшим своей выдающейся новаторской деятельностью значительный вклад в повышение эффективности производства, в развитие науки и техники, культуры, искусства и просвещения, в охрану здоровья, жизни и прав граждан города, совершившим ратные подвиги, показавшим высокие образцы гражданского долга во имя Отечества.
3. Звание «Почётный гражданин города Бийска» присваивается решением Думы города на основании представленных ходатайства и характеристики кандидата в соответствии с Положением о звании «Почётный гражданин города Бийска».
Ходатайства о присвоении звания «Почётный гражданин города Бийска» вправе заявлять органы местного самоуправления, трудовые коллективы и общественные организации.
4. Почётному гражданину города Бийска вручается именное удостоверение и Крест на ленте.
Портрет почетного гражданина города Бийска вывешивается на специальном стенде в здании Администрации города. Биографические данные с указанием заслуг почётного гражданина и его фотография заносятся в Книгу почетных граждан города Бийска, которая хранится в Думе города.

## Правила ношения Креста на ленте
Крест «Почётный гражданин города Бийска» носится на шейной ленте и при наличии лент государственных наград Российской Федерации располагается ниже их.
При ношении ленты Креста «Почётный гражданин города Бийска» на планке она располагается после лент государственных наград Российской Федерации и (или) СССР.

## Описание Креста на ленте
Крест на ленте к Почётному званию «Почётный гражданин города Бийска» (далее — Крест) представляет собой равноконечный крест мальтийского типа с расширяющимися концами, завершающимися закруглением.
Расстояние между противоположными концами креста 59 мм, ширина концов креста 24 мм Крест покрыт зелёной эмалью и имеет кайму шириной 3 мм покрытую синей эмалью.
В центральной части креста круглый золотистый медальон диаметром 41 мм с каймой шириной 4 мм представляющей собой рельефный орнамент. Внутри медальона, по окружности каймы, полукругом помещены золотистые рельефные прописные литеры высотой 3 мм «ПОЧЁТНЫЙ ГРАЖДАНИН ГОРОДА БИЙСКА».
В центре медальона помещёно рельефное изображение герба города Бийска, 19×22 мм, покрытое синей и зелёной эмалью.
Крест при помощи соединительного кольца крепится к шейной шёлковой муаровой ленте, шириной 24 мм, имеющей в основе цвета городского герба. Основной цвет ленты — зелёный. По краям ленты по две полосы (от края): синяя — 4 мм и жёлтая — 3 мм.
На оборотной стороне Креста, в центре помещен порядковый номер.
Крест на ленте выполнен из желтого металла.